# Zaščita prič
Zaščita prič je varovanje osebe, ki bo pričala dokazom za pravosodni sistem, ki vključuje obdolžence in druge stranke, pred, med in po sojenju. Po navadi se priča za policijo. Priča katero se zavaruje z strani policije lahko zahteva varovanje le do konca sojenja, lahko pa nekatere priče tudi dobijo novo identiteto in lahko živijo celotno življenje pod zaščito države.
Priča večinoma krat priča proti organiziranemu kriminalu ali kriminalnih skupinam. Seveda pa organi kazenskega pregona tvegajo, da bodo pričam grozili prijatelji obtoženih. Priče se lahko uporablja tudi pri vojnih zločinih.

## Zaščita prič po državah
Vse države nimajo svojega formalnega programa zaščita prič. Zaradi tega lahko lokalna policija izvaja neformalno zaščito če se pojavi potreba po temu.

### Kanada
Kanadski program zaščita prič je prejel kraljevo privolitev 20. Junija, 1996. Program vodi Kanadska kraljeva montirana policija (ang. Royal Canadian Mounted Police, RCMP), z podporo vseh ravni politike in policije.

### Hong Kong
Več oddelkov v Hongkongu imajo specialne enote, ki zagotavljajo varnost za priče in njihove družine, katerim so namenjene grožnje. Enote ki so vključene so Zaščito prič (WPU) od Honk Kongše policije, Witness Protection and Firearms Protection (R4),ki pripada samostojni komisiji proti korupciji (ICAC), ter (WPU) Honk Kong.
Pripadniki teh enot se usposabljajo in trenirajo na področju varovanja, orožja, samoobrambe, fizične priprave in taktičnega treninga. Večinoma se usposabljajo za uporabo Glock 19 kompaktne pištole. Standardni Glock 17, ali avtomatske kot so Heckler & Koch MP5 ali Remington Model 870 šibrovka, se uporabljajo če pričam grozi večja nevarnost. Priči se lahko izda tudi nova identiteta, država jih lahko tudi preseli daleč od Hongkonga če pričam še vedno grozijo po sojenju.

### Irska
Program zaščita prič v Republiki Irski se vodi z strani državnega tožilca irske in deluje z strani Specialne Detektivske Enote ( Special Detective Unit, SDU) garde Siochana nacionalne policijske enote. Program so uradno ustanovili leta 1997, po atentatu novinarke Veronica Guerin z strani mamilne tolpe o kateri je poročala. Priče v programu so dane nove identitete, naslov  in oboroženo policijsko varovanje na Irski ali drugi državah (večinoma v Anglophone državah).  Po navadi so priskrbljene z finančno pomočjo, kot priča mora zapustiti svoje delovno mesto.  Program se uporablja pri resnejših organiziranih kriminalih ali terorizmu. Irska vlada bo dodelila zaščito le tistim, ki bodo sodelovale pri preiskovanju z strani Garda Siochana. Nastopi na sodiščih prič potekajo pod varovanjem enote za nujni odziv (Response Unit, ERU), najvišje skupine za posebno orožje in taktične operacije v Irski. Nikoli ni bilo prijavljeno, da bi prišlo do vdora ali škodovanju priče.

### Izrael
Izraelin program zaščite prič je enota znotraj Ministrstva za javno varnost in je glavno za zaščito prič v Izraelu. Enoto so ustanovili z zakonom o zaščiti prič leta 2008.

### Italija
Program zaščite prič v Italiji je bil uspešno ustanovljen leta 1991, vodi ga Centralni oddelek za varovanje (Servizio centrale di protezione) s strani državne policije. V preteklosti so priče bile varovane z strani policije v določenih primerih, vendar je bilo pogosto nezadostno. Program je bil večinoma na osredotočen za varovanje tako imenovane pentiti, bivše pripadnike kriminalnih ali terorističnih združb, kateri so kršili pravilo o molku, in so sodelovali z oblastmi.
V osemdesetih, pri primeru Maxi Trial proti Cosa Nostra, priči Tommaso Buscetta in Salvatore Contorno so bila varovana z strani FBI zaradi pomankanja programov zaščite prič v Italiji. Čeprav pentiti ( ponavadi iz politično motiviranih terorističnih organizacij) so veliko napredovali v sedemdesetih v tako imenovanih letih vodenja , šele zgodaj devetdesetih je bil program uradno ustanovljen za uspešno upravljanjem tokom pentiti, ki je pobegnil iz največje kriminalne združbe v Italiji, kot so Cosa Nostra, Cammora 'Ndrangheta, Sacra Corona Unita, Banda della Magliana in vse ostale. Večina prič je dodeljena nova identiteta in živijo pod varstvom države za več let ali celo življenje.
Program v Italiji je nekajkrat bil deležen kritik zaradi neuspešnega varovanja prič kot je primer umor Claudio Sicilia and Luigi Ilardo.

### Nova Zelandija
Novozelandska policija zagotavlja varovanje prič proti članom kriminalnih tolp in hudim kriminalcem, ki grozijo ali ustrahujejo. Vodijo program zaščite prič, ki opazuje dobro bitje prič in če je to potrebno, pomagajo ustvariti nove identitete. Obstaja dogovor med policijo in ministrstvom za izvrševanje, da zagotovijo primerno varnost pričam iz strani oddelka. Leta 2007 je program postal predmet javnih polemik, da je priča bila prej v programu zaščite prič prijeta zaradi pijane vožnje in je bila policiji zavrnjena predhodna obsodba zaščitene priče je ta  v nadaljevanju ponovno vozila pijana in tako ubila motorista v prometni nesreči.

### Tajvan
Republika Kitajske je razglasila program zaščite prič 9 Februarja leta 2000 v Tajvanu.

### Švica
Švicarska zakonodaja za zaščito prič je usklajena z strani enote za zaščito prič Zveznega urada policije.

### Tajska
Tajska ima program zaščite prič pod okriljem državnega Ministrstva za Pravosodje. Med letoma 1996 in 1997 so bile pripravljene določbe za vjkučitev oddelka za zaščito prič, ki zajema 16. člen ustave. Nazadnje pa je bila določba o zaščiti prič vključena v ustavo in je začela veljati sredi leta 2003. Tajski urad za zaščito prič ima svojo spletno stran.

### Ukrajina
V Ukrajini  glede na razmere primera in lokacije sojenja, so odgovorna za varnost različne agencije, kot so specialna pravosodna policijska enota Gryphon ( del ministerstva za notranje zadeve), Varnostna služba Ukrajine in Specialna enote policije Berkut.

### Velika Britanija
Velika Britanija ima nacionalni program zaščite prič, ki ga vodi Britansko varovanje oseb (UK Protected Person Service, UKPPS), ki je zadolžen za varnost okoli 3000 ljudi. UKPPS je del Nacionalne Kriminalistične Agencije. Službo izvajajo regionalne policijske enote. Pred ustanovitvijo UKPPS leta 2013, varnost prič je bila zadolžitev lokalnih policijskih enot.

### Združene države Amerike
Združene države Amerike so ustanovile formalen program zaščite prič, ki ga vodi Ameriška služba maršhalov ( U.S. Marshals Service) v skladu z zakonom o organiziranem kriminalu iz leta 1970. Pred tem je program zaščite prič bil uveden v skladu z zakonom o Ku Klux Klan leta 1871 za varovanje prič, ki so pričale proti Ku Klux Klan. V začetku 20. stoletju je zvezni preiskovalni urad občasno oblikoval nove identitete pričam.
Večina držav, med katerimi je  California, Connecticut, Illinois, New York in Texas, kot tudi Washington D.C., imajo svoj program zaščite prič za zločine, ki niso zajeti v zvezni program. Prav tako ne morejo sprejeti ali vključiti toliko ljudi kot zvezni program.
Preden se poišče sredstva za program zaščite prič mora organ pregona oceniti stopnjo nevarnosti.  Ta cena vključuje analizo v kakšni meri ima oseba ali osebe, ki jim grozijo, vire, namen in motivacijo za izvedbo groženj ter kako verodostojne in resne so grožnje. Kadar se grožnje štejejo kot upravičene ima priča pravico zahtevati varovanje z strani policije, sredstva za zaščito prič se uporabljajo za pomoč organom pregona, da obvarujejo pričo, da se priča pojavi na sodišču in pričajo na sodišču.
Posebni dogovori znani kot S-5 in S-6 vizum, obstajajo, da pripeljejo ključne tuje priče v Ameriko čez lužo. T vizum se lahko uporabi za dokaz  sprejem žrtev trgovine z ljudmi v ZDA, ki so pripravljene pomagati pri pregonu trgovcev z ljudmi.